# David Charles Lindberg
David C. Lindberg (Minneapolis, 15 de novembro de 1935 — 6 de janeiro de 2015) foi um historiador estadunidense da ciência. Seu foco principal era a história da ciência medieval e moderna inicial, especialmente ciência física e a relação entre religião e ciência. Lindberg foi autor ou editor de muitos livros e recebeu inúmeras bolsas e prêmios. Também serviu como presidente da Sociedade da História da Ciência e em 1999, foi destinatário de seu maior prêmio em sua vida acadêmica: a medalha Sarton.

## Biografia
Foi professor emérito Hilldale da História da Ciência e ex-diretor do Instituto de Pesquisa em Ciências Humanas, na Universidade do Wisconsin-Madison. Lindberg era formado em física pela Universidade Northwestern e tinha Ph.D. na história e filosofia da ciência pela Universidade de Indiana. O professor Lindberg foi autor ou editor de mais de 12 livros, tendo recebido inúmeras bolsas e prêmios de organizações prestigiosas, incluindo a Fundação John Simon Guggenheim, a Fundação Nacional da Ciência, Doação Nacional para as Ciências Humanas, o Instituto de Estudos Avançados de Princeton, Sociedade da História da Ciência, a Academia Medieval da América, e a Universidade de Wisconsin-Madison. Serviu como presidente da Sociedade da História da Ciência e foi o destinatário de da medalha Sarton. Com Ronald Numbers, ele co-editou duas antologias do relacionamento entre a Igreja e a ciência. Também com Numbers, Lindberg editou os 8 volumes da Cambridge History of Science.

## Publicações selecionadas
- John Pecham and the Science of Optics: Perspectiva Communis (1970) ISBN 978-0-299-05730-5
- Theories of Vision from al-Kindi to Kepler (1976) ASIN B000OPS4RC; (1996) ISBN 978-0-226-48235-4
- Science in the Middle Ages (1978) ISBN 978-0-226-48233-0
- Studies in the history of medieval optics (1983) ISBN 978-0-86078-134-9
- Roger Bacon's Philosophy of Nature (1983) ISBN 978-0-19-858164-2; (1997) ISBN 978-1-890318-75-8
- The genesis of Kepler's theory of light: Light metaphysics from Plotinus to Kepler (1976) ASIN B00073BMM0
- God and Nature (editor, with Ronald Numbers) (1986) ISBN 978-0-520-05538-4
- Reappraisals of the Scientific Revolution (editor, with Robert S. Westman) (1990) ISBN 978-0-521-34804-1
- The Beginnings of Western Science, 600 B.C. to A.D. 1450 (1992) ISBN 978-0-226-48231-6
- Roger Bacon and the Origins of Perspectiva in the Middle Ages (1996) ISBN 978-0-19-823992-5
- When Science and Christianity Meet (editor, with Ronald Numbers) (2003) ISBN 978-0-226-48214-9